# Kentucky en la guerra civil estadounidense
Kentucky fue un estado fronterizo de importancia clave en la guerra civil americana. El Presidente Abraham Lincoln reconoció la importancia de la Commonwealth cuando declaró "espero tener a Dios de mi lado, pero tengo que tener Kentucky. " En una carta escrita a Orville Browning en septiembre de 1861, Lincoln escribió:
Creo que perder Kentucky es casi lo mismo que perder todo el juego. Perdida Kentucky, no podemos mantener Misuri, ni Maryland. Todos ellos contra nosotros, y el trabajo en nuestras manos es demasiado grande para nosotros. Deberíamos dar el consentimiento para la separación inmediatamente, incluyendo la entrega de esta Capital.
Kentucky, al ser un estado fronterizo, fue uno de los principales lugares donde el escenario de "Hermano contra hermano" era frecuente. Kentucky fue oficialmente neutral al comienzo de la guerra, pero después de un intento fallido del general confederado Leonidas Polk para tomar el estado de Kentucky para la Confederación, la asamblea solicitó ayuda a la Unión, y a partir de entonces estuvo firmemente bajo control de la Unión. 
Kentucky fue el escenario de feroces batallas, como la Batalla de Mill Springs y Batalla de Perryville. Fue liderado por militares tales como Ulysses S. Grant en el lado de la Unión, que se encontró por primera vez en una situación de aprieto por los disparos confederados procedente de Columbus, Kentucky, y Nathan Bedford Forrest en el lado de la Confederación. Forrest resultó ser un flagelo para el ejército de Unión en lugares como las ciudades de Sacramento y Paducah, donde llevó a cabo una guerra de guerrillas contra las fuerzas de la Unión.
Kentucky era el lugar de nacimiento de Abraham Lincoln, su esposa Mary Todd, y su contraparte del sur, el Presidente confederado Jefferson Davis.

## Antebellum Kentucky
Los ciudadanos de Kentucky se dividieron en relación con los temas centrales de la Guerra Civil. En 1860 los esclavos eran el 19,5% de la población de la Comunidad, y muchos unionistas de Kentucky no veían nada malo con aquella "institución peculiar".  La Commonwealth estaba todavía más unida al sur por el río Misisipi y sus afluentes, que eran la principal salida comercial para su excedente de la producción, aunque las conexiones ferroviarias hacia el Norte comenzaban a disminuir la importancia de este lazo. Los antepasados de muchos de Kentucky provenían de los estados del sur como Virginia, Carolina del Norte y Tennessee, pero muchos descendientes de Kentucky estaban empezando a migrar hacia el Norte.
Kentucky, junto con Carolina del Norte, también contaba con los mejores sistemas educativos en el Sur. La Universidad Transilvania había sido durante mucho tiempo una de las instituciones más respetadas de educación superior de la nación, y mientras había comenzado a decaer en 1860, otras escuelas de Kentucky como el Centre College y la Universidad de Georgetown fueron ganando importancia.
En lo político, la Commonwealth había producido algunos de los líderes más conocidos del país. Los exvicepresidentes John C. Breckinridge y Richard Mentor Johnson ambos procedían del Estado de Bluegrass, así como Henry Clay, John J. Crittenden, el presidente de los Estados Unidos Abraham Lincoln, y el presidente confederado Jefferson Davis. Sin embargo, en el momento de la Guerra Civil, Kentucky era un estado políticamente confuso. La disminución del Partido Whig, que Clay había fundado, había dejado a muchos políticos en busca de una identidad. Muchos se unieron al Partido Demócrata, unos pocos se unieron al Partido Republicano recién formado, mientras que otros se asociaron con uno de los numerosos partidos menores tales como el Partido no sabe nada. En las elecciones presidenciales de 1860, el Partido de la Unión Constitucional, con el nativo de Tennessee John C. Bell como su candidato presidencial y el nativo de Massachusetts Edward Everett como su candidato a la vicepresidencia, ganó el estado. El partido estaba compuesto principalmente por ex Whigs y No Sabe Nada.
Kentucky era estratégicamente importante tanto para el Norte y como para el Sur. La Commonwealth ocupaba el noveno lugar con más población en 1860, y era un importante productor de materias primas agrícolas tales como el tabaco, el maíz, el trigo, el cáñamo y lino. Geográficamente, era importante para el Sur porque el río Ohio proporcionaba un límite defendible a lo largo de toda la longitud del estado.
El gobernador de Kentucky Beriah Magoffin creía que se habían violado los derechos de los estados del sur y favoreció el derecho de secesión, aunque buscó todas las vías posibles para evitarlo. El 9 de diciembre de 1860, se envió una carta a los demás gobernadores de los estados esclavistas sugiriendo llegar a un acuerdo con el Norte, que incluiría la aplicación estricta de la Ley de Esclavos Fugitivos, una división de los territorios comunes en el paralelo 37, una garantía de uso gratuito del río Misisipi, y un veto del sur sobre la legislación de esclavos. Magoffin propuso una conferencia de estados esclavistas, seguido de una conferencia de todos los estados para asegurar estas concesiones. Debido a la intensificación cada vez mayor de los acontecimientos, nunca se llevó a cabo ninguna de las conferencias.
Magoffin convocó una sesión especial de la Asamblea General de Kentucky el 27 de diciembre de 1860, y pidió a los legisladores una convención de ciudadanos de Kentucky para decidir el curso de la Commonwealth con respecto a la secesión. La mayoría de la Asamblea General tenía simpatías unionistas, sin embargo, y no aceptó la solicitud del gobernador, por temor a que los votantes del estado estarían a favor de la secesión. La Asamblea hizo, sin embargo, envió seis delegados a la Convención de la paz en Washington D. C., y pidió al Congreso una convención nacional para que considerasen todas las resoluciones posibles a la crisis de la secesión, incluyendo el Compromiso de Crittenden, escrito por John J. Crittenden de Kentucky.
Cuando la Asamblea General se reunió de nuevo el 20 de marzo, se convocó una convención de los estados fronterizos en la capital de Kentucky, Frankfort el 27 de mayo de 1861. Una vez más, el llamamiento fue desatendido. La Asamblea también aprobó una propuesta de Decimotercera Enmienda a la Constitución que habría garantizado la esclavitud en los estados donde ya era legal.

## Estalla la guerra
El 15 de abril de 1861, el presidente Abraham Lincoln envió un telegrama al gobernador de Kentucky Beriah Magoffin solicitando la parte de suministro de la Commonwealth de los 75.000 efectivos iniciales para poner fin a la rebelión. Magoffin, un simpatizante del Sur, respondió "Presidente Lincoln, Washington, D.C., no envío ni un hombre ni un dólar con el fin de someter a malvados a mis hermanos estados del sur. B. Magoffin". Sin embargo, la mayoría de los residentes de Kentucky estaban a favor de la posición de John J. Crittenden que pensaban que la Commonwealth debería actuar como mediador entre las dos partes. A tal fin, las dos cámaras de la Asamblea General aprobó las declaraciones de neutralidad, una posición declarada oficialmente por el gobernador Magoffin el 20 de mayo de 1861. 
Ambas partes respetaban la neutralidad de la Commonwealth, pero posicionados estratégicamente para tomar ventaja de cualquier cambio en la situación. Las fuerzas de la Unión establecieron el Campamento Clay en Ohio, al norte de la ciudad de Newport, Kentucky y el Campamento Joe Holt en Indiana opuesta a Louisville, Kentucky. Mientras tanto, las tropas confederadas construyeron los fuertes Donelson y Henry al otro lado de la frontera sur de Kentucky en Tennessee, y estacionaron sus tropas a menos de 50 yardas del Cumberland Gap. Los voluntarios de la Commonwealth se unían a los bandos que preferían. También se llevaron a cabo reclutamientos encubiertos. Cerca de 60 regimientos de infantería sirvieron en los ejércitos de la Unión frente a solo 9 de la Confederación. Sin embargo, un número bastante grande de caballería se unió a este último. John Breckenridge originalmente lideró la "brigada huérfana" del Ejército de Tennessee, que consistía en la 2.ª, 3.ª, 4.ª, 6.ª y 9.ª infantería de Kentucky. El apodo de la brigada se produjo supuestamente porque condados de origen de los soldados fueron ocupadas por tropas de la Unión durante la mayor parte de la guerra y no podían volver a casa por ese motivo.
Al darse cuenta de que la neutralidad se estaba volviendo cada vez menos viable, seis prominentes residentes de Kentucky se reunieron para encontrar alguna solución para un estado atrapado en medio de un conflicto. El gobernador Magoffin, John C. Breckinridge, y Richard Hawes representaban la posición de los derechos de los estados, mientras que Crittenden, Archibald Dixon y S. S. Nicholas defendían la causa del Norte. El sexteto se acordó solo para continuar con la doctrina de la neutralidad, sin embargo, y convocó la formación de una junta de cinco miembros para coordinar la defensa de la Commonwealth.  La Asamblea General creó la junta el 24 de mayo y que le confierió el control de los militares del Estado, un poder reservado en la Constitución de Kentucky por el gobernador.
Las fuerzas militares de la Commonwealth, sin embargo, se demostraron estar tan divididas como la población en general. La Guardia del estado, bajo el mando de Simon B. Buckner, estaba en gran medida a favor de la causa confederada, mientras que la Guardia Nacional recién formada eran en su mayoría unionistas. Varias situaciones de riesgo casi comenzó un conflicto dentro del estado, pero Buckner negoció con éxito con el general de la Unión George B. McClellan y el gobernador de Tennessee Isham Harris para mantener la neutralidad de la Commonwealth durante el verano.

### Elecciones de 1861
La marea de la opinión pública estaba empezando a cambiar en Kentucky, sin embargo. En una elección especial del Congreso celebrado el 20 de junio de 1861, los candidatos unionistas ganaron nueve de los diez escaños en el Congreso de Kentucky. Los simpatizantes confederados ganaron solo la región de la Compra de Jackson,  que fue vinculada económicamente a Tennessee por los ríos Cumberland Tennessee. Al ver a una inminente derrota en las urnas, muchos defensores de los derechos del Sur boicotearon las elecciones; el número total de votos emitidos fue poco más de la mitad del número que había sido echado en las elecciones del año anterior. El gobernador Magoffin sufrió un nuevo golpe en las elecciones del 5 de agosto por los legisladores del estado. Esta elección dio lugar a una mayoría de veto unionista de 76 a 24 en la Cámara y 27-11 en el Senado.
A partir de ese punto en adelante, la mayor parte de los vetos de Magoffin para proteger los intereses del sur fueron invalidados en la Asamblea General. Después de chocar con la Asamblea durante más de un año, incluso en los asuntos más triviales, Magoffin decidió que la renuncia era su única opción. El vicegobernador de Magoffin, Linn Boyd, había muerto en el cargo, y el presidente del Senado, John Fisk, siguiente en la línea de la gobernación, no era aceptable para Magoffin como sucesor.  En un intrincado plan, que funcionó con la Asamblea General, Fisk renunció como presidente y el Senado nombró sucesor alelegido de Magoffin, James F. Robinson, en el cargo. Magoffin luego renunció, con la promoción de Robinson a gobernador, y Fisk fue reelegido como presidente del Senado.
Casi inmediatamente después de los resultados de las elecciones de 1861, William "Toro" Nelson estableció el Campamento Dick Robinson, un campamento de reclutamiento de la Unión, en el condado de Garrard. Cuando Crittenden se opuso a esta violación de la neutralidad de Kentucky, Nelson respondió: "Un campamento de hombres leales a la Unión, de nativos de Kentucky, se debe montar el campamento bajo la bandera de la Unión y sobre su tierra natal [y] que sea una causa de aprehensión es algo que no entiendo con claridad”. El gobernador Magoffin hizo un llamamiento al presidente Lincoln para cerrar el campo, pero éste se negó. Mientras tanto, los voluntarios de la Confederación encubiertamente cruzaron la frontera de Tennessee y se congregaron en el Camp Boone, al sur de Guthrie. La frágil neutralidad de Kentucky estaba llegando a su fin.

## La neutralidad violada
El 4 de septiembre de 1861, el General confederado Leonidas Polk violó la neutralidad de la Commonwealth, ordenando al general de brigada Gideon Johnson Pillow que ocupara Columbus. Columbus era de importancia estratégica no solo porque era el final del ferrocarril de Mobile y Ohio y debido a su posición a lo largo del río Misisipi.  Polk construyó Fort DuRussy en los altos riscos de Columbus, y estaba equipado con 143 cañones. Polk llamó la fortaleza "El Gibraltar del Oeste". Para controlar el tráfico a lo largo del río, Polk extendió una cadena de anclaje orilla a orilla del río desde Columbus a la opuesta en Belmont, Misuri. Cada eslabón de la cadena medía once pulgadas de largo por ocho de ancho y pesaba veinte libras. La cadena se rompió pronto por su propio peso, pero las fuerzas de la Unión no lo supieron hasta principios de 1862.
En respuesta a la invasión de la Confederación, el General de brigada de la Unión Ulysses S. Grant dejó Cairo, Illinois y entró en Paducah, Kentucky el 6 de septiembre, que dio el control a la Unión del extremo norte el Ferrocarril de Nueva Orleans y Ohio y la desembocadura del río Tennessee. El gobernador Magoffin denunció a ambos lados por violar la neutralidad de la Commonwealth, haciendo un llamado para que ambas partes se retiraran. Sin embargo, el 7 de septiembre de 1861, la Asamblea General aprobó una resolución que ordenaba solo la retirada de las fuerzas confederadas. Magoffin vetó la resolución, pero ambas cámaras anularon el veto, y Magoffin emitió la proclama. La Asamblea General ordenó que la bandera de los Estados Unidos se izara sobre el capitolio del estado en Frankfort, declarando su lealtad a la Unión.
Rota la neutralidad, ambas partes se movieron rápidamente para establecer posiciones ventajosas en la Commonwealth. Las fuerzas confederadas bajo Albert Sidney Johnston formaron una línea en las regiones del sur de Kentucky y las regiones del norte de Tennessee, que se extendía desde Columbus en el oeste hasta el Cumberland Gap en el este. Johnston envió a Simon B. Buckner para fortificar el centro de la línea en Bowling Green. Buckner llegó el 18 de septiembre de 1861 y de inmediato comenzaron las sesiones de exploración intensiva y la construcción de las defensas elaboradas en previsión de una ataque de la Unión. Tan extensas eran las fortificaciones de Bowling Green que un oficial de la Unión que más tarde los examinó comentó: "El trabajo ha sido inmenso - así sus tropas no pueden ser reducidas - su tiempo se han llevado de trabajo duro, con el hacha y la pala."

## Gobierno confederado

El sello del gobierno confederado de Kentucky

El gobierno electo de Kentucky estaba de parte de la Unión; un grupo de simpatizantes del sur comenzó a formular un plan para crear un gobierno confederado a la sombra de la Commonwealth. Tras una reunión preliminar el 29 de octubre de 1861, delegados de 68 de los 110 condados de Kentucky se reunieron en la Casa Clark en Russellville el 18 de noviembre La convención aprobó la ordenanza de la secesión, adoptó un nuevo sello del estado, y eligió a George W. Johnson nacido en el condado de Scott como gobernador. Bowling Green, entonces ocupada por el propio General Johnston, fue designada como la capital del estado, aunque los delegados podrían reunirse en cualquier lugar que se considerase apropiado por la asamblea legislativa provisional y el gobernador. Al ser incapaz de dar cuerpo a una constitución completa y a un colegio legislativo, los delegados votaron que "la Constitución y las leyes de Kentucky, no es incompatible con los hechos de la presente Convención, y el establecimiento de este Gobierno, y las leyes que pueden ser adoptadas por el Poder del Gobernador y del Consejo, serán las leyes de este estado". Aunque el presidente Davis tenía algunas reservas acerca de la elusión de la Asamblea General eligió para formar el gobierno confederado, Kentucky fue admitido a la Confederación el 10 de diciembre de 1861. Kentucky fue representada por la estrella central en la bandera confederada.
A pesar de que existió durante toda la guerra, el gobierno provisional de Kentucky tuvo muy poco efecto sobre los eventos en la Commonwealth o en la guerra. Cuando el General Johnston abandonó Bowling Green a principios de 1862, los oficiales del gobierno viajaron con su ejército, y el gobernador Johnson murió en servicio activo en la batalla de Shiloh. Continuaron el viaje con el ejército de Tennessee, el gobierno volvió a entrar en Kentucky durante la campaña de Braxton Bragg en la Commonwealth, pero fue expulsado de forma permanente después de la Batalla de Perryville. A partir de ese momento, el gobierno existió primeramente sobre el papel,, y se disolvió después de la guerra.

## Se rompe la línea confederada

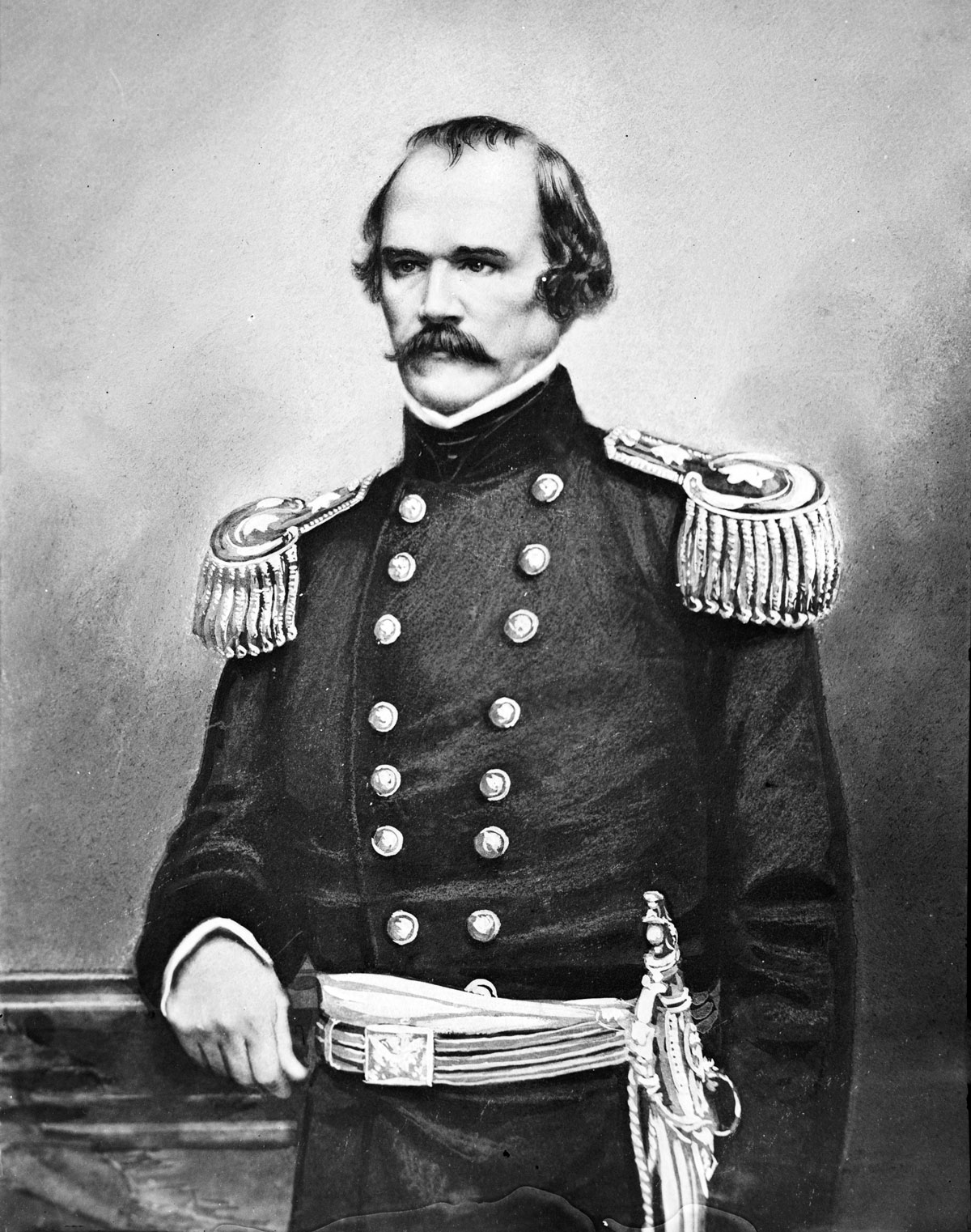
Albert Sidney Johnston fue el encargado de mantener una línea defensiva confederada en el sur de Kentucky y el norte de Tennessee

Muchas pequeñas escaramuzas se produjeron en Kentucky en 1861, incluyendo "la primera batalla de Forrest" en Sacramento, pero las batallas de gran importancia militar no comenzaron en serio hasta 1862.

### Batalla de Mill Springs
En enero de 1862, el General de la Unión George H. Thomas comenzó a avanzar sobre la posición de George B. Crittenden en Mill Springs. En condiciones de lluvia, el ejército de Thomas se movió lentamente, y Crittenden avanzó para llegar a su encuentro antes de que pudieran ser reforzadas por las fuerzas de la cercana Somerset. La batalla comenzó el 19 de enero de 1862, y favoreció las fuerzas de Crittenden desde el principio. Sin embargo, en la confusión causada por la lluvia y la niebla, Felix Zollicoffer, comandante de la Primera Brigada de Crittenden, entró a caballo en medio de las fuerzas de la Unión. Entró un oficial confederado al galope gritando a Zollicoffer para informarle de su error. Tras ser identificado, Zollicoffer fue disparado y muerto allí mismo en la silla de montar, descorazonando los confederados y cambió el curso de la batalla. Los refuerzos de Thomas llegaron, y las fuerzas de Crittenden se vieron obligados a retirarse a través del río Cumberland. Muchos se ahogaron en la travesía, y Crittenden fue culpado de la debacle.

### Fuertes Henry y Donelson
El General Johnston supo de la derrota de Crittenden en Mill Springs a través de un artículo en un periódico de Louisville. Sin embargo, tenía otras preocupaciones más importantes, ya que Ulysses S. Grant estaba avanzando por los ríos Cumberland y Tennessee hacia los fuertes Henry y Donelson. Los acorazados de la Unión desviaron las cañoneras fluviales de la Confederación en el río Misisipi durante la batalla de Lucas Bend el 11 de enero, lo que les obligó retirarse de nuevo a Columbus. Después de la victoria de Grant en la batalla de Belmont, el general Polk había anticipado que las fuerzas de la Unión tendrían como objetivo el río Misisipi y atacar Columbus, y había llevado la mayor parte de sus fuerzas a esa ubicación. Lloyd Tilghman tuvo que defender el Fuerte Henry con menos de 3.000 hombres. Las tropas de la Unión comenzaron su asalto al fuertel 5 de febrero de 1862, y Tilghman se rindió al día siguiente.
El General Johnston respondió ordenando a Pillow, Buckner, y John B. Floyd a defender el fuerte Donelson. A ninguno de los tres se le dio en concreto el Comando, una decisión que resultó ser costosa. Grant llegó a Donelson el 13 de febrero, y se encontró superado en número por unos 3.000 soldados. Floyd no pudo capitalizar su ventaja, sin embargo, y Grant recibió refuerzos el día siguiente. El 15 de febrero, los confederados habían conseguido una vía de escape a Nashville, pero las discusiones entre los generales retrasaron la retirada. Floyd tomó un barco de vapor y lo utilizó para evacuar a sus fuerzas, mientras que Pillow huyó en un bote de remos. Buckner, quedó solo en el mando, propuso un alto el fuego a Grant mientras que se negociaban los términos de la rendición. La respuesta de Grant fue que solo "una rendición incondicional e inmediata" podría ser aceptada, lo que hizo de él un héroe a los ojos de la Unión, y le valió el apodo de Grant "entrega incondicional".

### Retirada confederada
El colapso de los fuertes Henry y Donelson hizo insostenible la posición de Polk, en Columbus; los confederados se vieron obligados a abandonar "El Gibraltar del Oeste". Con su línea rota, Johnston abandonó Bowling Green el 11 de febrero de 1862, retirándose primero en Nashville, siguiendo a continuación más al sur para unirse a P. G. T. Beauregard y Braxton Bragg en Corinth, Misisipi). El Cumberland Gap, la pieza final de la línea de Johnston, finalmente cayó ante las fuerzas de la Unión en junio de 1862.

## Primeras incursiones de Morgan
Casi inmediatamente después de la retirada confederada de Kentucky, el General John Hunt Morgan comenzó con la primera de sus incursiones en el estado de Bluegrass. En mayo de 1862, los avanzados de Morgan capturaron dos trenes de la unión en Cave City, pero su aparente objetivo era perturbar a las fuerzas de la Unión; dejó en libertad condicional a todos a bordo, y envió a los ocupantes de nuevo a Louisville. Este movimiento logró poco excepto para envalentonar a Morgan por una más amplia incursión en julio.
El 4 de julio de 1862, Morgan y sus hombres salieron de Knoxville, Tennessee y capturaron Tompkinsville cinco días más tarde. Después de una breve parada en Glasgow, de donde eran muchas de las tropas de Morgan, continuaron hacia Lebanon, capturándolo el 12 de julio. A partir de ahí, la caballería se detuvo en Harrodsburg y Georgetown, y al ver que Lexington estaba muy fortificada, volvió su atención a la población de Cynthiana. Morgan ganó de nuevo en Cynthiana, pero los refuerzos de la Unión se cernían sobre él, y dejó en libertad condicional a todos los soldados capturados en la batalla y escapó a Paris.
En su salida de la Commonwealth, la caballería recogió a 50 reclutas en Richmond. También pararon en Somerset, donde Morgan dio instrucciones a su telegrafista, George "Rayo" Ellsworth que enviase mensajes burlones al general Jeremiah Boyle y al editor George Prentice. Al final de su fuga a través de la Commonwealth, Morgan afirmó haber capturado y puesto en libertad condicional a 1.200 soldados enemigos, reclutó a 300 hombres y adquirió varios cientos de caballos para su caballería, usó o destruyó suministros en diecisiete ciudades, y tuvo menos de 100 bajas.

## Avance de Smith y Bragg
Las hazañas de Morgan animó al general confederado Edmund Kirby Smith a seguir adelante en Kentucky. Después de consultar con el general Braxton Bragg en Chattanooga, Smith se trasladó para guiar a George W. Morgan desde el desfiladero de Cumberland en agosto de 1862. Ambos generales comprendieron que Smith podría capturar el desfiladero de Cumberland, y unirse más tarde a Bragg en el centro de Tennessee. Cuando los dos ejércitos se encontraron, Bragg comandó la fuerza combinada contra Don Carlos Buell en Nashville.  Una vez que Nashville fue capturada, Bragg y Smith iniciarían la invasión de Kentucky.
A medida que la batalla en el desfiladero de Cumberland avanzaba, Morgan se negó a retirarse o entregar su posición. Pensando que una invasión de Kentucky era preferible a un largo asedio en el desfiladero, Smith dejó un destacamento para contrarrestar a Morgan y procedió hacia Lexington, abandonando el plan de unirse a Bragg y capturar Nashville. El movimiento forzó la mano de Bragg, y él también entró en Kentucky el 28 de agosto. A medida que Smith avanzaba hacia Lexington, el gobernador de Indiana Oliver P. Morton decidió que el gobernador Robinson estaba haciendo muy poco para apoyar la causa de la Unión. Despachó regimientos a través de Ohio hacia Louisville, y se consideró a sí mismo como gobernador de Indiana y Kentucky.

### Batalla de Richmond
Al saber del avance de Smith sobre Kentucky, el general "Toro" Nelson prepara para afrontar al ejército invasor en el río Kentucky y aprovechar mejor el terreno, pero retrasó el enfrentamiento para que pudiesen llegar más refuerzos. Ordenó a las brigadas bajo Mahlon Manson y Charles Cruft de no atacar a Smith, sino que se retiraran a Lexington, pero las órdenes, o bien no fueron dadas a tiempo, o fueron ignoradas.
Después de algunas escaramuzas preliminares, el ejército de Smith se encontró con la brigada de Mahlon en Richmond, Kentucky el 30 de agosto. Los soldados más experimentados de Smith rompieron el centro de la línea de la Unión, y Mahlon se replegó al cementerio de Richmond. Por la tarde, el general Nelson llegó y trató de reunir a las tropas. Montó a caballo a lo largo de la línea de la Unión, y el corpulento Nelson exclamó: "Muchachos, si no me pueden golpear, no pueden golpear una puerta de un granero!" Por desgracia para Nelson, pronto fue alcanzado dos veces por disparos de la Confederación.  Aunque Nelson fue herido de gravedad, se escapó de la batalla cuando la caballería confederada se trasladó a cortar la retirada Unión. Dejó tras de sí 206 muertos, 844 heridos y 4.303 desaparecidos. Con tan solo 98 muertos, 492 heridos y 10 desaparecidos, Smith había ganado una de las victorias confederadas más completas de toda la guerra.

### Batalla de Munfordville
Mientras que Smith continuó hacia Lexington, Bragg acababa de entrar en Kentucky, después de haberse retrasado en Chattanooga hasta el 28 de agosto. A Bragg le habían comunicado que había un amplio suministro en el área de Glasgow, Buell al enterarse de que había entrado Bragg en Kentucky, dejó a George Thomas para proteger Nashville y trasladó al resto de su ejército a la fortificada de Bowling Green.
Mientras tanto, Smith había enviado al coronel John Scott a buscar Bragg. En la noche del 13 de septiembre, Scott se encontró con John T. Wilder en Munfordville, y exigió su rendición. Scott solicitó la ayuda de James Ronald Chalmers brigada de Misisipi, que se trasladó a apoyar a Scott durante toda la noche. El asalto comenzó la mañana siguiente, y aunque superados en número, las fuerzas de Scott infligió más de 200 víctimas en los primeros combates. A las 9:30 AM, Chalmers trató de intimidar a Wilder a rendirse, enviando una bandera blanca con el mensaje, "Usted ha hecho una defensa galante de su posición, y para evitar más derramamiento de sangre exijo una rendición incondicional de sus fuerzas. Tengo seis regimientos de infantería, un batallón de tiradores de infantería, y acaba de ser reforzada por una brigada de caballería, al mando del Coronel Scott, con dos batallones de infantería. Al recibir este mensaje, Wilder respondió "Gracias por sus cumplidos. Si desea evitar más derramamiento de sangre, manténgase fuera del alcance de mis armas".
Wilder pronto fue reforzado por el Coronel Cyrus L. Dunham, que trajo una fuerza de 4.000 hombres. Scott y Chalmers buscaron la ayuda del ejército principal de Bragg. Bragg se enfureció, pero llegó al día siguiente para hacerse cargo de la batalla. Bragg desplegó sus fuerzas bajo William J. Hardee y Leonidas Polk para rodear la ciudad, lo que retrasó su asalto hasta el 17 de septiembre. Bragg envió otra mensaje para que se rindieran. En un consejo de guerra, Wilder hizo una petición inusual a un subordinado de Bragg, Simon B. Buckner- que se le permitiese inspeccionar las fuerzas que ahora lo rodeaban para determinar si la entrega era el curso de acción correcto. Encantado con este cumplido supremo, Buckner cumplió, y después de examinar la línea de la Confederación, Wilder se rindió.
Unos 4.000 hombres de Wilder fueron puestos en libertad condicional y dirigida a Bowling Green, donde Bragg esperaba que fuesen una carga para los suministros de Buell. El retraso causado por la victoria confederada en Munfordville bien podría haberles costado un premio: Louisville mucho más importante.

### Inauguración del gobernador Hawes

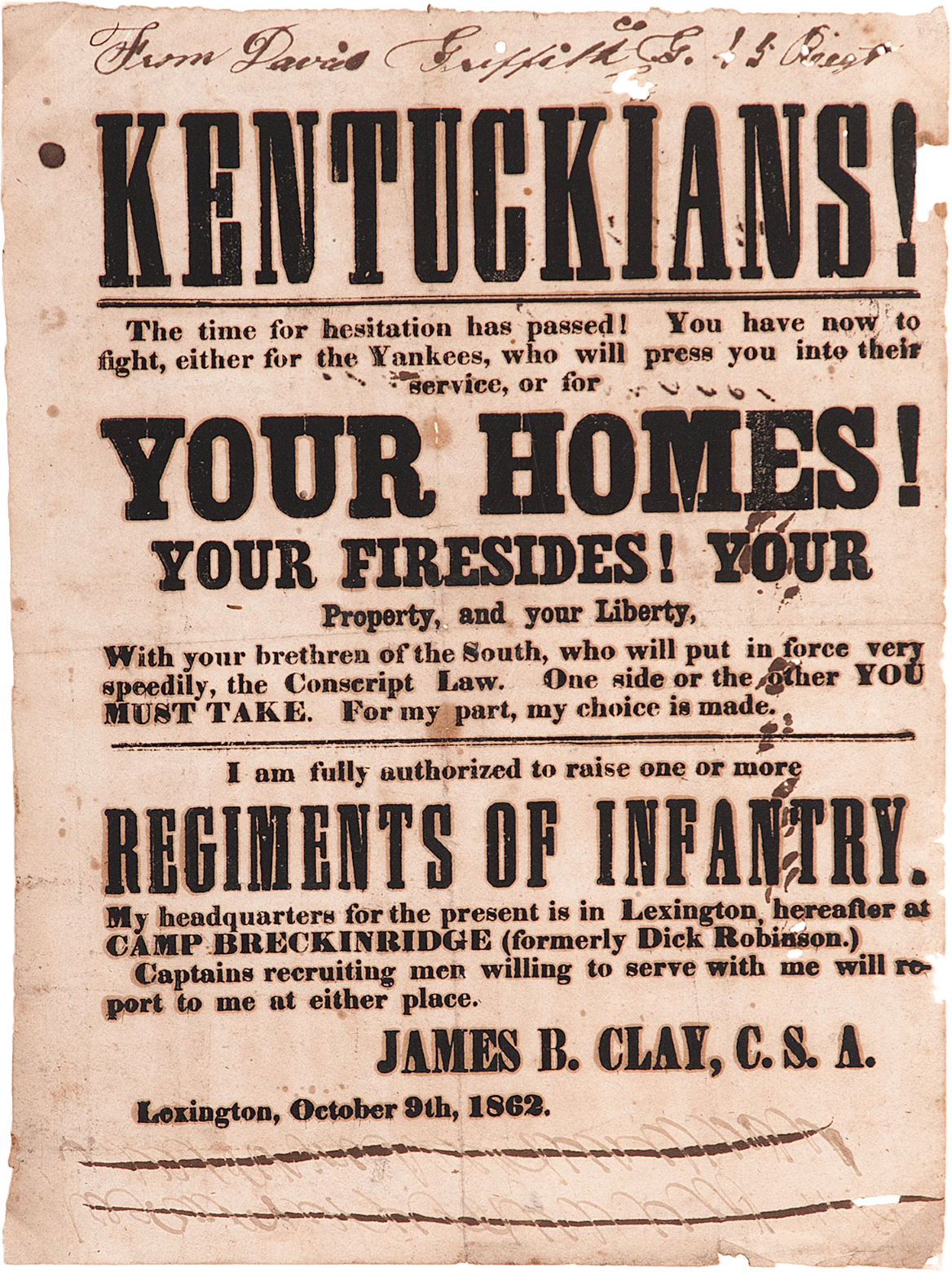
Póster por James Brown Clay, octubre de 1862

Mientras Bragg dejaba descansar a sus tropas y planeaba su siguiente movimiento, Buell marchó al norte de Bowling Green y llegó a Louisville el 25 de septiembre. Al ver a que su objetivo principal había caído en manos de la Unión, Bragg volvió a Bardstown, donde esperaba encontrarse con Smith. Smith estaba actuando de forma independiente, cerca de Frankfort, y Bragg, ahora dolorosamente consciente de que la falta de cooperación con Smith podría resultar en la pérdida de Kentucky por parte de los confederados, comenzó a dispersar sus tropas en puestos defensivos en Bardstown, Shelbyville, y Danville.
Tanto Bragg y Smith se habían decepcionado con el número de voluntarios de Kentucky. Carros llenos de fusiles habían sido enviados a la Commonwealth para equipar a los reclutas previstos, pero a pesar de que las simpatías hacia la Confederación eran altas, no había voluntarios dispuestos, y muchos de los fusiles se quedaron en los vagones. Bragg esperaba reunir a los potenciales reclutas mediante la elección de Richard Hawes como gobernador del gobierno confederado en la sombra de Kentucky, en una ceremonia inaugural en Frankfort. El gobierno elegido huyó a Louisville justo antes de que los confederados llegaran a Frankfort.
La ceremonia tuvo lugar el 4 de octubre de 1862. En primer lugar, Bragg se dirigió a la multitud partidaria reunida, con la promesa de defender la Commonwealth. A continuación, Hawes, que había hecho el juramento algunos meses antes mientras viajaba con el ejército de Bragg a Tennessee, pronunció un discurso inaugural largo. Le dijo a la multitud que el gobierno provisional "Estableceremos en la medida de lo posible un sistema de instituciones civiles, tales como proteger a las personas y la propiedad, hasta que el pueblo en su capacidad soberana puede establecer un gobierno permanente fundado en la voluntad de la mayoría."
Las promesas hechas por Bragg y Hawes tuvieron corta duración. Antes de que se celebrase el baile inaugural, las fuerzas de Buell habían descendido a la capital del estado, disparando proyectiles de artillería que destrozaron la atmósfera jovial y obligaron a huir a las fuerzas de la Confederación vuelo. Bragg había subestimado gravemente la capacidad de Buell para hacer un rápido avance en su posición. Mientras se estaban haciendo los preparativos para la inauguración de Hawes, Buell ya estaba forzando el ejército de la Confederación desde Shelbyville. Bragg ordenó a Leonidas Polk que fuera desde Bardstown para atacar el flanco de Buell, pero Polk ya estaba bajo ataque y se retiraba a Bryantsville. Bragg comenzó a retirarse de Frankfort a Harrodsburg para reagruparse con Polk. Mientras tanto, Smith se preparó para defender Lexington, donde asumió que se reuniría la mayor parte de la fuerza de Buell.

### Batalla de Perryville

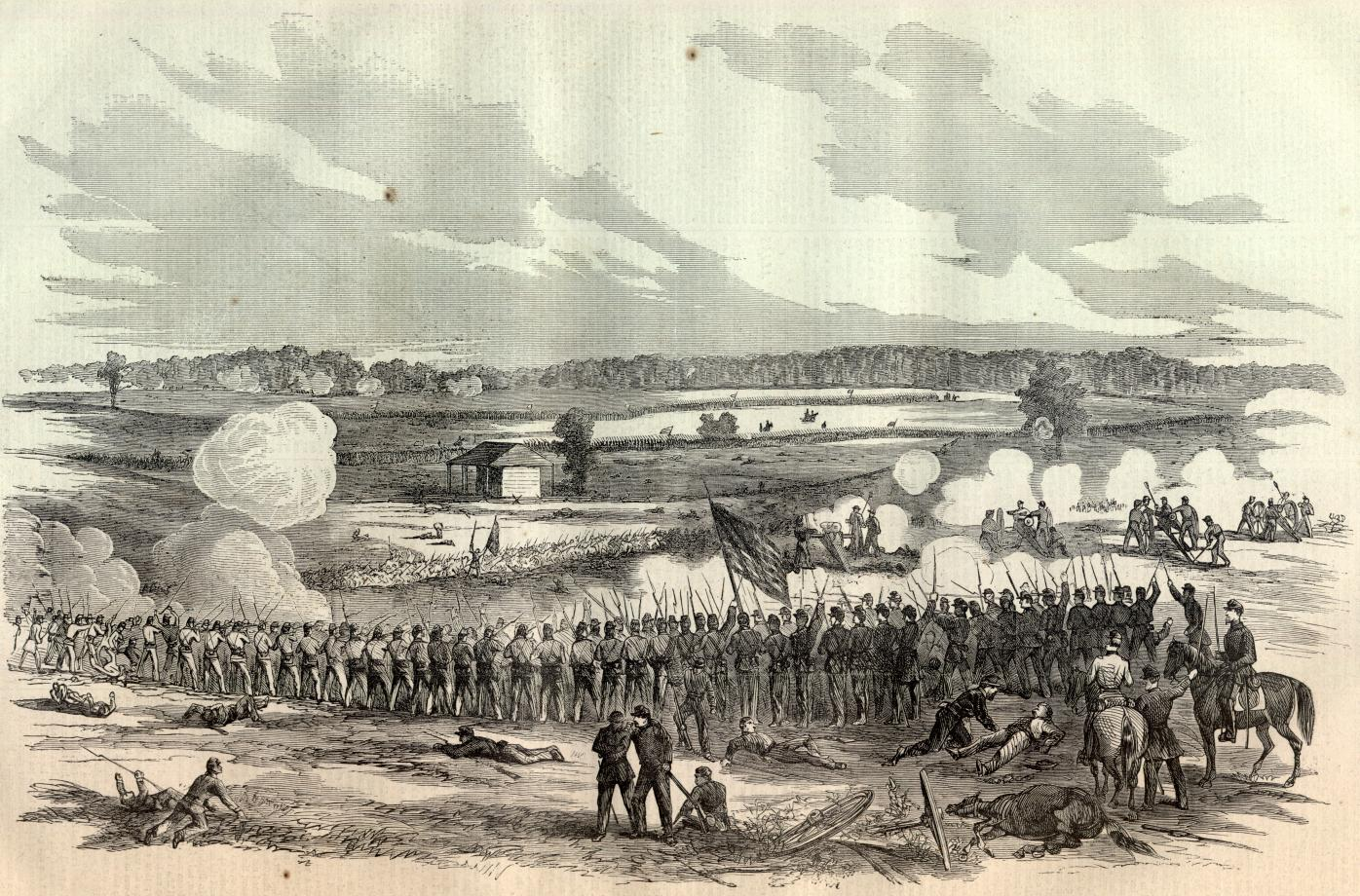
El campo de batalla de Perryville según se representó en Harper’s Weekly, el 1 de noviembre de 1862

Para el 7 de octubre, las fuerzas de Polk habían vuelto de nuevo a la ciudad de Perryville.  El seco verano de 1862 había dejado escasez de agua, y cuando las tropas de la Unión supieron de la situación del agua en Perryville Doctor’s Creek, empezaron a moverse de la posición de la Confederación. Bragg compartía la hipótesis de Smith de que el grueso del ataque de la Unión sería dirigido a Lexington y Frankfort, y ordenó a las fuerzas de Polk que atacara y destruyera las fuerzas de la Unión que se acercaban antes de proceder a Versailles para encontrarse con Smith. Los soldados de la Confederación en Perryville, sin embargo, se dieron cuenta de que una fuerza mucho más grande se acercaba, y asumieron una postura defensiva. Efectivamente, Buell, Charles Champion Gilbert, Alexander McCook, y Thomas Crittenden estaban todos aproximándose a Perryville.
Sin embargo, los confederados no fueron los únicos que juzgaron mal la situación. Cuando Bragg supo que sus hombres no habían atacado como había pedido, llegó a Perryville para dirigir por sí mismo el ataque. Al realinear una postura de ataque, los confederados armaron tal nube de polvo que las fuerzas de la Unión que se aproximaban creyeron que se retiraban a Harrodsburg. Esto dio a los hombres de Bragg la ventaja de la sorpresa cuando abrieron fuego contra las fuerzas de McCook a las 2 de la tarde el 8 de octubre. Mientras McCook estaba siendo empujado hacia la retirada por el flanco izquierdo, el centro de la Unión se mantuvo firme hasta que el flanco derecho comenzó a derrumbarse.
No fue hasta el final de la tarde que Buell tuvo conocimiento de la situación de McCook, con lo cual él envió dos brigadas del cuerpo de Gilbert para reforzarle. Esto detuvo el avance confederado de McCook en el norte de Perryville.  Mientras tanto, pequeñas brigadas confederadas se encontraron con la fuerza de 20.000 hombres de Gilbert al oeste y la fuerza de Crittenden, también de 20.000 hombres, hacia el sur. Solo entonces se dio cuenta Bragg que se enfrentaba a la fuerza principal de Buell, y que eran ampliamente superados en número. A medida que se acercaba la noche y se detuvo la batalla, Bragg se reunió con sus oficiales y decidió retirarse a Harrodsburg para reunirse con Smith. De Harrodsburg, los confederados salieron de Kentucky a través del desfiladero de Cumberland. Hasta el final de la guerra, no habría esfuerzos concertados de la Confederación para retener Kentucky.
El 17 de diciembre de 1862, bajo los términos de la Orden General N.º 11, treinta familias judías, los residentes más antiguos de todos, se vieron obligados a abandonar sus hogares. Cesar Kaskel, un prominente hombre judío de negocios local, envió un telegrama al presidente Lincoln, y se reunió con él, y consiguió tener éxito en revocar la orden.

## Morgan ataca de nuevo
La incapacidad para implicarse de Bragg y Smith, en su retirada de Kentucky llevó a Buell a ser reemplazado por el general William Rosecrans. Rosecrans acampó en Nashville durante el otoño y principios del invierno de 1862. Creyendo que Rosecrans comenzaría la campaña tan pronto como se tuviese suficientes suministros, Bragg envió a John Hunt Morgan de nuevo a Kentucky en diciembre de 1862 para cortar la línea de suministro a Rosecrans por Louisville y el ferrocarril de Nashville. La incursión de Morgan era parte de un plan para interrumpir las líneas de abastecimiento de la Unión. Mientras Morgan se adentraba en Kentucky, Nathan Bedford Forrest estaba planeando una incursión a través del oeste de Tennessee en por Kentucky Purchase, mientras que Earl Van Dorn allanaba por el suroeste de Tennessee. 

### La incursión de Navidad
Los hombres de Morgan cruzaron a Kentucky el 22 de diciembre y capturaron un vagón de suministro para la Unión con destino a Glasgow. El día de Navidad, los hombres de Morgan atravesaron Glasgow, con destino a la estación Creek Bacon y el tramo del puente L & N. Después de sofocar la rígida resistencia de la Unión, los hombres de Morgan destruyeron el puente y varias millas de vías férreas. Independientemente de lo que podría haber pasado, tuvieron éxito en la interrupción de la línea de suministro de Rosecrans.
De Bacon Creek, Morgan cabalgó hasta Elizabethtown, llegando el 27 de diciembre. El comandante de la Unión, el Coronel H. S. Smith, exigió la rendición de Morgan, pero Morgan volvió a las tablas, rodeando a Smith, y, después de una breve escaramuza, aceptó su rendición. Una vez más, Morgan destruyó la infraestructura de L & N en la zona y comenzó a planificar una vía de escape de vuelta a Tennessee.
La artillería del Coronel John M. Harlan bombardeó las fuerzas de Morgan cuando cruzaba Rolling Fork el 29 de diciembre, hiriendo de gravedad al comandante de la Primera Brigada Basil W. Duke. Duke fue llevado a Bardstown para recibir tratamiento médico, pero se recuperó a tiempo para unirse a la retirada confederada al día siguiente.
La lluvia helada asoló a los hombres de Morgan mientras acampaban en Springfield la noche del 30 de diciembre.  Peor aún, los exploradores informaron de una fuerza masiva de la Unión concentrada a nueve millas de distancia en Lebanon. Con los hombres de Frank Wolford acercándose a su posición, Morgan tomó la difícil decisión de moverse justo después de la medianoche en un clima cada vez peor. Ordenó a unas pocas compañías que crearan un subversivo, fingiendo un ataque contra Lebanon y la quema de travesaños de la cerca para dar la apariencia de fogatas, mientras que el cuerpo principal de su fuerza continuaba hacia Campbellsville.  El plan funcionó, y después de una marcha que muchos describieron como la más desgraciada de la guerra, los hombres de Morgan llegaron a salvo a Campbellsville en la víspera de Año Nuevo y capturaron algunos suministros. Al día siguiente, procedieron a través de Columbia, y volvieron a Tennessee el 3 de enero.

### Morgan cruza el Ohio
Tras la incursión de la Navidad, solo hubo incursiones menores en Kentucky por varias unidades bajo Roy Cluke, John Pegram y Humphrey Marshall, entre otros. Los frustrados comandantes de la Unión solo podían reaccionar a estos ataques impredecibles. Morgan pronto les haría un favor, sin embargo, al aumentar la visibilidad de su siguiente incursión.
Se decía que desde su matrimonio en diciembre de 1862, Morgan había perdido parte de su bravuconería. Morgan, deseoso de disipar esos rumores y cansado de guardar el flanco izquierdo de Bragg, propuso una incursión a través de Kentucky y a través del río Ohio. Bragg, temiendo un ataque de Rosecrans, dio la bienvenida a la idea pues pensaba que una distracción alejaría la presión de su ejército de Tennessee.  Morgan reunió a sus hombres en una zona entre Liberty y Alexandria, Tennessee. El 10 de junio, se dirigió a su unidad, diciéndoles que Bragg había planeado una incursión a Louisville, y si las condiciones lo permitían, a través del río de Ohio en Indiana y, posiblemente, Ohio. Confiaba en las verdaderas órdenes de Bragg - detenerse en el río Ohio River – que solo se fiaba de Basil Duke.
El ataque se retrasó por la orden de interceptar un grupo de ataque de la Unión que avanzaba hacia Knoxville, Tennessee, pero después de tres semanas en condiciones miserables a través del barro, los hombres de Morgan aún no habían localizado al enemigo. Por fin empezaron a entrar en Kentucky el 2 de julio de 1863. Dos días más tarde, Morgan se enfrentó a las fuerzas del coronel Orlando Moore en Tebbs Bend, donde un puente cruzaba el río Verde cerca de Campbellsville. Como era su costumbre, Morgan exigió una rendición incondicional, pero Moore, sabiendo que se trataba del Día de la Independencia, respondió: "Es un mal día para la entrega, y yo preferiría no hacerlo." Las fuerzas de Moore ganaron aquel día, y Morgan, habiendo sufrido 71 bajas, decidió atravesar el puente.

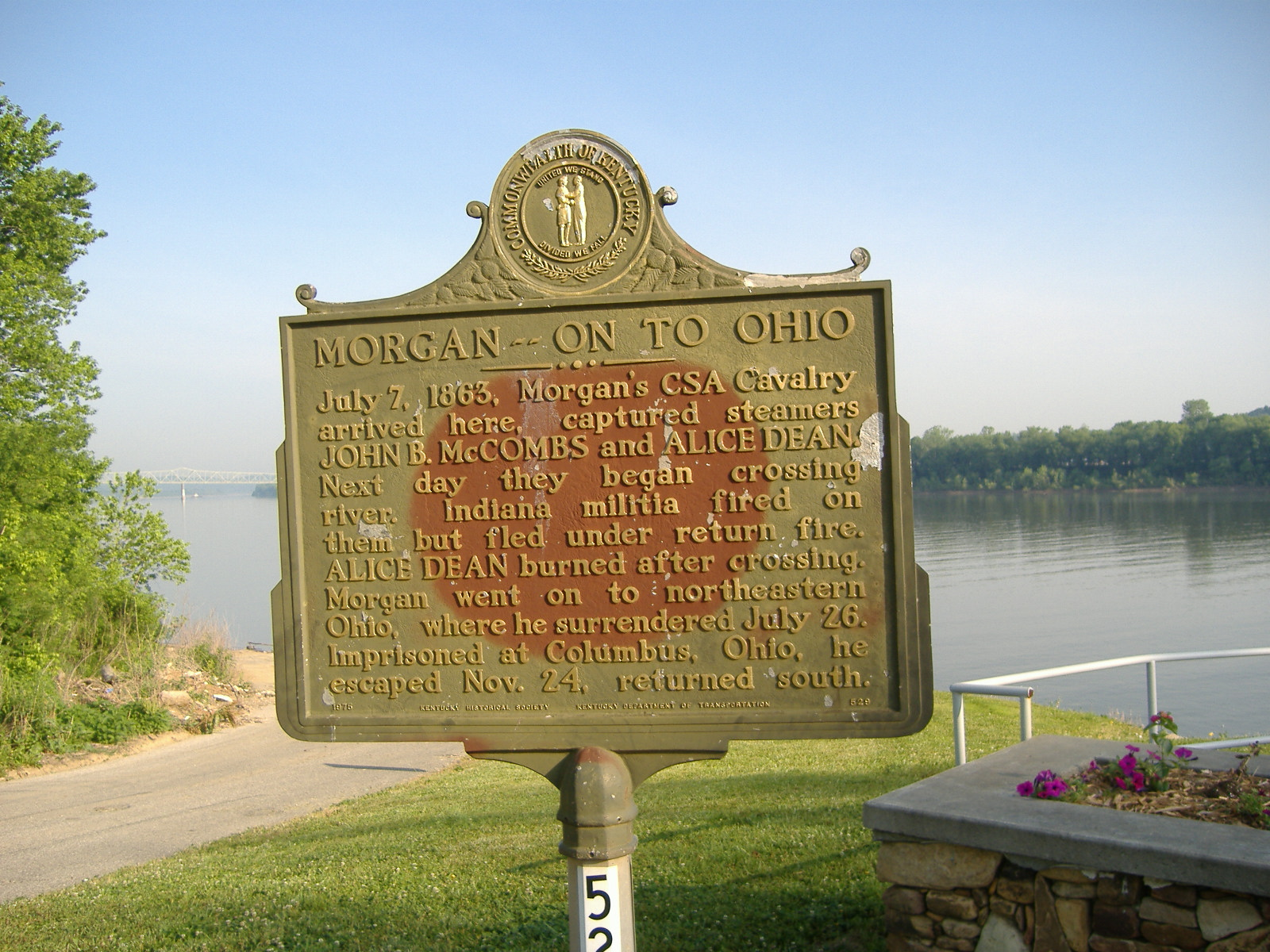
Marcador histórico donde se describen las actividades de Morgan en Brandenburg, Kentucky, donde sus fuerzas capturaron dos barcos de vapor, el John B. McCombs y el Alice Dean, antes de cruzar el río Ohio en Indiana

Morgan encontró de nuevo con la resistencia en Lebanon, donde, a pesar de la victoria de la Confederación, su hermano de diecinueve años Tom, murió. DesdeLebanon, los hombres de Morgan se apresuraron a través de Springfield hacia Bardstown, donde se enteraron de que los soldados de la Unión se encontraban a menos de un día, y que Louisville ya se preparaba para un nuevo ataque.  Morgan tenía la ventaja de la sorpresa, después de haber elegido Brandenburg como su lugar de destino. Envió un destacamento para hacer los preparativos para cruzar el Ohio, y el 7 de julio, capturó dos barcos de vapor, el John B. McCombs y el Alice Dean. A medianoche, todos los hombres de Morgan estaban en suelo de Indiana.
Durante las siguientes semanas, Morgan cabalgó a lo largo del curso del río Ohio, atacando Indiana y Ohio. El 19 de julio, las fuerzas federales capturaron a Duke y 700 de los hombres de Morgan, pero Morgan escapó con otros 1.100 hombres. Perseguir a la Unión era pesado, y Morgan perdía a sus hombres agotados todos los días, disminuyendo su mando a 363 hombres, en el momento en que se rindió el 26 de julio de 1863.
Morgan fue llevado a un centro penitenciario en Columbus, Ohio, pero escapó con varios de sus oficiales en noviembre de 1863. A pesar de la amenaza de un consejo de guerra de Bragg por desobedecer órdenes, la Confederación necesitaba tan desesperadamente líderes que Morgan fue restaurado a su posición de mando.

## Forrest ataca Paducah
Tras la captura de Morgan en el verano de 1863, no hubo enfrentamientos de importancia librados en Kentucky hasta la primavera de 1864. Algunas partes de tres regimientos de infantería del ejército de Bragg habían solicitado reorganizarse como una infantería montada bajo Abraham Buford, pero la Confederación no tenía caballos que suministrarles. Como respuesta, Nathan Bedford Forrest, que había estado operando en Misisipi, comenzó a organizar una incursión en el oeste de Tennessee y Kentucky. Además de la obtención de apoyo para la futura infantería, Forrest tenía intención de interrumpir las líneas de abastecimiento de la Unión, obtuvo provisiones generales para las fuerzas confederadas, y desalentar el alistamiento de los negros en Kentucky en el ejército de la Unión.
El 25 de marzo de 1864, Forrest comenzó su ataque. Se reunió con el Coronel Stephen G. Hicks en el Fuerte Anderson y exigió una rendición incondicional. Sabiendo que los principales objetivos de Forrest eran obtener suministros y caballos, Hicks se negó. En su mayor parte, Hicks tenía razón en su suposición de que Forrest no asaltaría el fuerte, pero el coronel confederado Albert P. Thompson, un nativo de la zona, intentó capturarlo brevemente antes de ser asesinado con 24 hombres de su unidad. Forrest retuvo la ciudad durante diez horas, destruyendo el cuartel de la Unión, así como los edificios que albergaban la intendencia y la comisaría. Forrest también capturó un total de 200 caballos y mulas antes de retirarse a Mayfield. Tras el asalto, Forrest concedió permiso a los residentes de Kentucky bajo su mando para que pudieran asegurar mejor la ropa y sus monturas. Según lo acordado, cada hombre regresó a Trenton, Tennessee el 4 de abril.
Los periódicos unionistas se jactaban después del ataque que las fuerzas de la Unión habían ocultado los mejores caballos de la zona y que Forrest había capturados solamente los caballos robados de ciudadanos privados. Furioso, Forrest ordenó a Buford a volver de nuevo a Kentucky. Los hombres de Buford llegaron el 14 de abril, forzando a Hicks a regresar al fuerte, y capturaron unos 140 caballos adicionales en la fundición, exactamente donde los periódicos les habían colocado. La incursión no solo tuvo éxito en cuanto a la obtención de monturas adicionales, sino que proporcionaron una distracción para el ataque de Forrest al fuerte Pillow, Tennessee.

## 1864-1865: Reglas militares
En respuesta al creciente problema de las campañas de guerrillas en 1863 y 1864, en junio de 1864, el general Stephen G. Burbridge tomó el mando sobre el estado de Kentucky. Fue el inicio de un período prolongado de control militar que duraría hasta principios de 1865, comenzando con la ley marcial autorizada por el presidente Abraham Lincoln. Para apaciguar Kentucky, Burbridge suprimió rigurosamente la deslealtad y la utilizó la presión económica como coacción. Su política de guerrillas, que incluyendo la ejecución pública de cuatro guerrilleros por la muerte de cada ciudadano desarmado de la Unión, causó más controversia. Después de un enfrentamiento con el gobernador Thomas E. Bramlette, Burbridge fue despedido en febrero de 1865. Los confederados le recuerdan como el "carnicero de Kentucky".

## Orden de batalla por las fuerzas de la Unión en Kentucky
- Los datos corresponden a la información tabular donde se indican los nombres de los comandantes de los ejército, divisiones y brigadas, ejército de Estados Unidos, durante la guerra de 1861-1865, recopilado a partir de los datos en el registro en la oficina de la Intendencia General del Ejército, del general C . McKeever de 1887.[110]

### 1862-1863
- Las fuerzas en Kentucky, a veces también incluyen las del Ejército del Ohio, bajo el mando del General Don Carlos Buell, el Ejército del Tennessee bajo el mando del General Ulysses S. Grant y el Ejército del Cumberland bajo el mando del General William S. Rosecrans. Parte del Ejército de Kentucky, con el tiempo se convirtió en el Cuerpo de Reserva del Ejército del Cumberland, mientras que el resto se integró en el XXIII Cuerpo en el Departamento de Ohio, bajo el mando del General John G. Foster.

| Ejército de Kentucky Gen. Gordon Granger      |                                               |                                       |
| 1.ª División Brig. Gen. A.J. Smith            | 2.ª División Brig. Gen. Quincy Adams Gillmore | 3.ª División Brig. Gen. Absalom Baird |
| 1.ª Brigada Brig. Gen. Stephen Gano Burbridge | 1.ª Brigada Brig. Gen. G. Clay Smith          | 1.ª Brigada Coronel John Coburn       |
| 2.ª Brigada Col. William A. Landram           | 2.ª Brigada Coronel Samuel A. Gilbert         | 2.ª Brigada Coronel Peter T. Swain    |

- El comando de Granger también incluía guarniciones en Lexington, Danville, Falmouth, Nicholasville, y Frankfort, Kentucky.

| Ejércitos en Bowling Green, Kentucky Brig. Gen. Mahlon D. Manson |

- El ejército de Manson consistía en lo que quedaba del comando bajo el Gen. William "Toro" Nelson que había sido derrotado en la batalla de Richmond.

### 1863-1864
- Los ejércitos en Kentucky, a veces también incluían tres brigadas adicionales de la 1.ª división, la 2.ª, 3.ª brigadas y la 4.ª división XXIII regimiento que estaban en el campo cerca de dos divisiones del IX ejército, y una parte de la división de la caballería del Departamento de Ohio, bajo el general George Stoneman.
- Curiosamente, los registros oficiales se refieren al comando de Boyle como el "Distrito Oeste de Kentucky", a pesar de que incluía todos excepto Kentucky Occidental, que fue asignado al Distrito de Columbus.

| 1.ª División—XXIII Regimiento Creado como “G.O. No. 103. A.G.O.” el 27 de abril de 1863. Reorganizado en abril de 1864. Comando, Fecha de Asignación S.D. Sturgis, Brigadier General, junio de 1863 S.P. Carter, Brigadier General, 10 de julio de 1863 J.T. Boyle, Brigadier General, 6 de agosto de 1863 | |
| Ejército de Estados Unidos, So. Cent. Ky.-1.ª División, XIII Regimiento Organizado octubre de 1863. Suprimido enero de 1864. Transferido a Dept. de Ohio. Comando, Fecha de Asignación E.H. Hobson, Brigadier General, octubre de 1863                                                                     | Ejército de Estados Unidos, Ky.-Oriental. 1.ª División, XIII Regimiento Organizado octubre de 1863. Suprimido enero de 1864. Transferido al Dept. de Ohio. Comando, Fecha de Asignación G.W. Gallup, Col. 14th KY. Vols., octubre de 1863 |
| Ejército de Estados Unidos, Somerset, Ky.—1.ª División, XXIII Regimiento Organizado octubre de 1863. Suprimido enero de 1864. Transferido al Dept. de Ohio. Comando, Fecha de Asignación T.T. Garrard, Brigadier General, 22 de octubre de 1863                                                            | Ejército de Estados Unidos, No. Cent. Ky—1.ª División, XXIII Regimiento Organizado octubre de 1863. Suprimido enero de 1864. Transferido al Dept. de Ohio. Comando, Fecha de Asignación S.S. Fry, Brigadier General, octubre de 1863      |
| Ejército de Estados Unidos, S.W. Cent. Ky—1.ª División, XXIII Regimiento Organizado octubre de 1863. Suprimido enero de 1864. Transferido al Dept. de Ohio. Comando, Fecha de Asignación C. Maxwell, Col. 26th Ky. Vols., octubre de 1863                                                                  | |

| Distrito de Columbus, Ky (6.ª División, XVI Regimiento) Denominada 6.ª División, XVI Regimiento, marzo de 1863. Cambió a 3.ª División, 16.ª Regimiento, enero de 1864. Comando, Fecha de Asignación A. Asboth, Brigadier General, enero de 1863 A.J. Smith, Brigadier General, 5 de agosto de 1863                                                      |
| 1.ª Brigada—6.ª División–XVI Regimiento Organizado 14 de julio de 1863. Transferido a la División de Caballería, diciembre de 1863. Comando, Fecha de Asignación Geo. E. Waring Jr., Col. 4th Mo. Cav., julio de 1863 y octubre de 1863 C.H. Fox, Col. 101st Ills. Vols., 22 de agosto de 1863 J.K. Mills, Col. 24th Mo. Vols., 3 de septiembre de 1863 |

- El Distrito de Columbus se convirtió en el Distrito de Kentucky Occidental, y las tropas del XVI Regimiento fueron sustituidas por efectivos del XVIII Regimiento.

### 1864-1865
- Los ejércitos en Kentucky, a veces también incluían la 1.ª, 2.ª, 3.ª y 4.ª divisiones del XXIII Regimiento, bajo las órdenes del comandante general John M. Schofield, asignado a las fuerzas de Sherman para la Campaña de Atlanta.

| 5.ª División, XXIII Regimiento o Distrito de Kentucky Organizado abril de 1864. Transferido al Departamento de Cumberland, enero de 1865. G.O. N.º 5, A.G. O. Comando, Fecha de Asignación S.G. Burbridge, Brigadier-General, abril de 1864                                                                            | |
| 1.ª División, Distrito de Kentucky Organizado 10 de abril de 1864. Comando, Fecha de Asignación E.H. Hobson, Brigadier General, 9 de abril de 1864 y 9 de diciembre de 1864 N.C. McLean, Brigadier General, 6 de julio de 1864                                                                                         | 2.ª División, Distrito de Kentucky Organizado abril de 1864 Comando, Fecha de Asignación Hugh Ewing, Brigadier General, 7 de abril de 1864 |
| 1.ª Brigada—1.ª División–Dist. de Kentucky Organizada abril de 1684. Comando, Fecha de Asignación G.W. Gallup, Col. 14.º Ky Mtd. Inf., 13 de abril de 1864 S.B. Brown, Col. 11.º Mich. Cab., 13 de mayo de 1864 E.H. Hobson, Brigadier General, 6 de julio de 1864 C.J. True, Col. 40.º Ky Vols., 6 de octubre de 1864 | 1.ª Brigada—2.ª División–Dist. de Kentucky Organizada abril de 1864. Comando, Fecha de Asignación S.D. Bruce, Col. 20.º Regimiento de Infantería de Voluntarios de Kentucky, abril de 1684 T.B. Fairleigh, Lt. Col. 26.º Regimiento de Infantería de Voluntarios de Kentucky, mayo de 1864                            |
| 2.ª Brigada—1.ª División–Dist. De Kentucky Organizado abril de 1864. Comando, Fecha de Asignación C.J. True, Col. 40.º Ky. Mtd. Inf., abril de 1864 J.M. Brown, Col. 45.º Ky. Mtd. Inf., 6 de julio de 1864 F.N. Alexander, Col. 30.º Ky. Vols., septiembre de 1864                                                    | 2.ª Brigada—2.º División–Dist. de Kentucky Organizado abril de 1864. Comando, Fecha de Asignación C. Maxwell, Col. 26.º Ky. Vols., abril de 1864 y Sept. de 1864 J.H. Grider, Col. 52.º Ky. Vols., julio de 1864 S.P. Love, Col. 11.º Ky. Vols., noviembre de 1864 D.J. Dill, Col. 30.º Wis. Vols., diciembre de 1864 |
| 3.ª Brigada—1.ª División–Dist. de Kentucky Organizado abril de 1864 Comando, Fecha de Asignación C.S. Hanson, Col. 37.º Ky. Mtd. Inf., 13 de abril de 1864 B.J. Spaulding, Lt. Col. 37.º Ky. Vols., octubre de 1864 | 2.ª Brigada—2.º División–Dist. de Kentucky Organizado abril de 1864. Comando, Fecha de Asignación C. Maxwell, Col. 26.º Ky. Vols., abril de 1864 y Sept. de 1864 J.H. Grider, Col. 52.º Ky. Vols., julio de 1864 S.P. Love, Col. 11.º Ky. Vols., noviembre de 1864 D.J. Dill, Col. 30.º Wis. Vols., diciembre de 1864 |
| 4.ª Brigada—1.ª Division–Dist de Kentucky Organizada abril de 1864 Comando, Fecha de Asignación J.M. Brown, Col. 45.º Ky. Mtd. Inf., abril de 1864 R.W. Ratliff, Col. 12.º Ohio Cab, julio de 1864 | 2.ª Brigada—2.º División–Dist. de Kentucky Organizado abril de 1864. Comando, Fecha de Asignación C. Maxwell, Col. 26.º Ky. Vols., abril de 1864 y Sept. de 1864 J.H. Grider, Col. 52.º Ky. Vols., julio de 1864 S.P. Love, Col. 11.º Ky. Vols., noviembre de 1864 D.J. Dill, Col. 30.º Wis. Vols., diciembre de 1864 |

| Distrito de Kentucky Occidental Organizado agosto de 1864. Suprimido enero de 1865. Comando, Fecha de Asignación E.A. Paine, Brigadier General, agosto de 1864 S. Meredith, Brigadier-General, 12 de septiembre de 1864 |